# 裂唇舌喙兰
裂唇舌喙兰（学名：[Hemipilia henryi] 错误：{{Lang}}：文本有斜体标记（帮助））为兰科舌喙兰属下的一个种。

## 扩展阅读
- 維基物種上的相關：裂唇舌喙兰